# OKC 에너지 FC
OKC 에너지 FC(Oklahoma City Energy Football Club)는 USL 챔피언십에 소속된 미국의 프로 축구단으로 오클라호마주 오클라호마시티를 연고지로 하고 있으며 태프트 스타디움을 홈 경기장으로 사용하고 있다.

## 역대 홈경기장
| 경기장          | 사용기간    | 장소                        | 팀명          | 비고 |
| --------------- | ----------- | --------------------------- | ------------- | ---- |
| 프리빌 스타디움 | 2014년      | 오클라호마주 오클라호마시티 | OKC 에너지 FC | 빈칸 |
| 태프트 스타디움 | 2015년~현재 | 오클라호마주 오클라호마시티 | OKC 에너지 FC | 빈칸 |

## 메이저 리그 사커제휴팀
- FC 댈러스 (프리스코, 텍사스)

## 같이 보기
- 오클라호마시티 FC (북미 축구 리그)